# Convenio de Basilea
El Convenio de Basilea sobre el control de los movimientos transfronterizos de los desechos peligrosos y su eliminación es un tratado internacional diseñado para reducir los movimientos de residuos peligrosos y otros desechos entre países, especialmente de los países más desarrollados hacia los países menos desarrollados.
Cuenta con 170 países miembros (Partes) y su objetivo es proteger el medio ambiente y la salud humana contra los efectos nocivos derivados de la generación, el manejo, los movimientos trasfronterizos y la eliminación de los desechos peligrosos y otros desechos.

## Objetivo del Convenio de Basilea

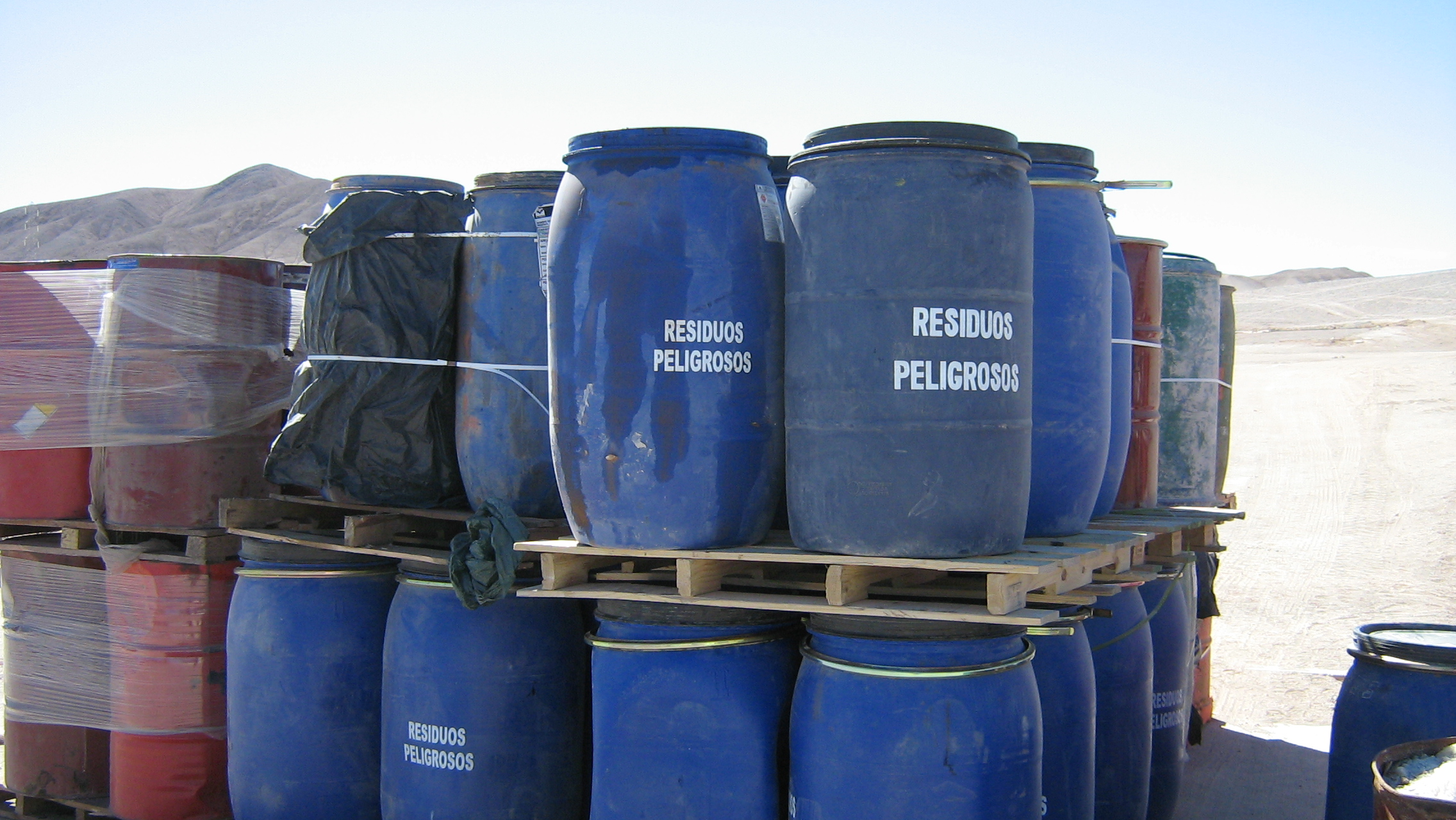
Tambores de residuos peligrosos.

Según el PNUMA (Programa de las Naciones Unidas para el Medio Ambiente) el transporte transfronterizo de desechos peligrosos atrajo la atención del público en la década de 1980. Las desventuras de “buques tóxicos” como el ‘’Katrin B‘‘ o el ‘’Pelícano’’, que navegaban de puerto en puerto intentando descargar sus cargamentos tóxicos, aparecieron en los titulares de portada de todo el mundo. Esos trágicos incidentes estuvieron motivados en gran parte porque en los países industrializados se habían impuesto unas reglamentaciones sobre medio ambiente más estrictas. A medida que los costos de la eliminación de los desechos se disparaban, comerciantes de productos tóxicos que buscaban soluciones más económicas, empezaron a enviar los desechos peligrosos a África, Europa Oriental y otras regiones. Una vez en tierra, esos cargamentos de desechos eran vertidos indiscriminadamente, derramados accidentalmente o manejados inadecuadamente, lo que producía problemas de salud graves (incluso muertes) y la intoxicación de la tierra, el agua y el aire durante decenios o siglos.
Para luchar contra esas prácticas, a finales del decenio de 1980 se negoció el Convenio de Basilea, bajo los auspicios del Programa de las Naciones Unidas para el Medio Ambiente. Fue aprobado en 1989 y entró en vigor el 5 de mayo de 1992.

## Funcionamiento
El PNUMA comenta que, en primer lugar, el Convenio de Basilea regula los movimientos transfronterizos de desechos peligrosos y otros desechos aplicando el procedimiento del “consentimiento fundamentado previo” (los envíos efectuados sin consentimiento son ilícitos). Los envíos efectuados a un Estado que no sea Parte o desde un Estado que no sea Parte son ilícitos, salvo que exista un acuerdo especial. Se exige a toda Parte en el Convenio que promulgue las disposiciones legislativas nacionales adecuadas para prevenir y castigar el tráfico ilícito de desechos peligrosos y otros desechos. El tráfico ilícito es delictivo.
En segundo lugar, el Convenio obliga a las Partes a asegurar que los desechos peligrosos y otros desechos se manejen y eliminen de manera
ambientalmente racional. A ese fin, se espera de las Partes que minimicen las cantidades que atraviesan las fronteras, que traten y eliminen los desechos lo más cerca posible del lugar donde se generen y que impidan o minimicen la generación de desechos en origen. Se han de aplicar controles estrictos desde el momento de la generación de un desecho peligroso hasta su almacenamiento, transporte, tratamiento, reutilización, reciclado, recuperación y eliminación final.
La Secretaría presta servicios al Convenio proporcionando apoyo logístico y sustantivo a las Partes (de acuerdo con los mandatos otorgados por el Convenio y la Conferencia de las Partes), con objeto de facilitar la aplicación del Convenio. La administración de la secretaría corre a cargo del Programa de las Naciones Unidas para el Medio Ambiente (PNUMA); su sede está en Ginebra. La secretaría depende de la Conferencia de las Partes.
El Convenio de Basilea tiene también 14 centros regionales y centros de coordinación del Convenio en las siguientes ubicaciones: Argentina, China, Egipto, El Salvador, Federación de Rusia, Indonesia, Nigeria, República Eslovaca, República Islámica del Irán, el Programa Regional del Pacífico Sur para el Medio Ambiente (Samoa), Senegal, Sudáfrica, Trinidad y Tobago y Uruguay. Los centros elaboran y llevan a cabo proyectos regionales, imparten capacitación y se encargan de la transferencia de tecnología para la aplicación del Convenio.

## Ejemplificando el funcionamiento del Convenio
Implementación en la Argentina del Convenio de Basilea y leyes nacionales relacionadas
La implementación del Convenio de Basilea en la Argentina se articula a través de la Secretaría de Ambiente y Desarrollo Sustentable, y la Subsecretaría de Control y Fiscalización Ambiental y Prevención de la Contaminación, siendo uno de sus objetivos la formulación e implementación de una política de fiscalización, control y preservación ambiental nacional, además de prestar asistencia al Secretario de Ambiente y Desarrollo Sustentable en la representación que ejerza el Estado Nacional ante organismos internacionales e inter jurisdiccionales vinculados a la política de control y fiscalización ambiental en todas sus facetas, canalizando las relaciones emergentes de los acuerdos multilaterales ambientales sobre sustancias, productos químicos y desechos suscriptos por el País.
La Argentina y el control de los movimientos transfronterizos, de los desechos peligrosos y su eliminación
La Argentina tal como se comentó ratificó el Convenio el 27 de junio de 1991, y una vez alcanzado el número necesario de ratificaciones, el mencionado Convenio entró en vigor el 5 de mayo de 1992.
 Normativa argentina
- Ley N.º 23.922 (aprueba el Convenio de Basilea sobre el Control de los Movimientos Transfronterizos de los Desechos Peligrosos y su Eliminación), Normas complementarias como el Decreto N.º 181/92, que prohíbe el ingreso de desechos peligrosos y establece un mecanismo para la autorización de desechos no peligrosos que se utilicen en el país como insumos de otros procesos industriales.

- Ley N.º 26.184 referida a las "Pilas y baterías primarias, prohibición de su fabricación, ensamblado e importación".

- Ley N.º 25.670 sobre los presupuestos mínimos para la gestión y eliminación de PCBs.

- Ley N.º 25.612 sobre la Gestión integral de residuos industriales y de actividades de servicios.

- Ley N.º 25.279 sobre la Aprobación del convenio conjunto sobre seguridad en la gestión del combustible gastado y sobre seguridad en la gestión de desechos radiactivos.

- Ley N.º 24.051 referida a los Residuos Peligrosos.

Objetivos
El Centro Subregional de Capacitación y Transferencia de Tecnología, tiene como objetivo la capacitación y el fortalecimiento de las estructuras de control y productivas de los países de la región Sudamericana, para el cumplimiento de los objetivos del Convenio de Basilea.
El Centro Subregional deberá actuar como un nexo para los países de la Subregión (Argentina, Uruguay, Bolivia, Brasil, Chile, Colombia, Ecuador, Paraguay, Perú y Venezuela), a través de las autoridades competentes de los países y del Centro Coordinador Regional el cual se encuentra en Uruguay.